# Autobianchi
Autobianchi byla italská automobilka. Firma s tímto označením existovala od roku 1955 do roku 1982. Proslavila se úspěchy v rallye.

## Historie

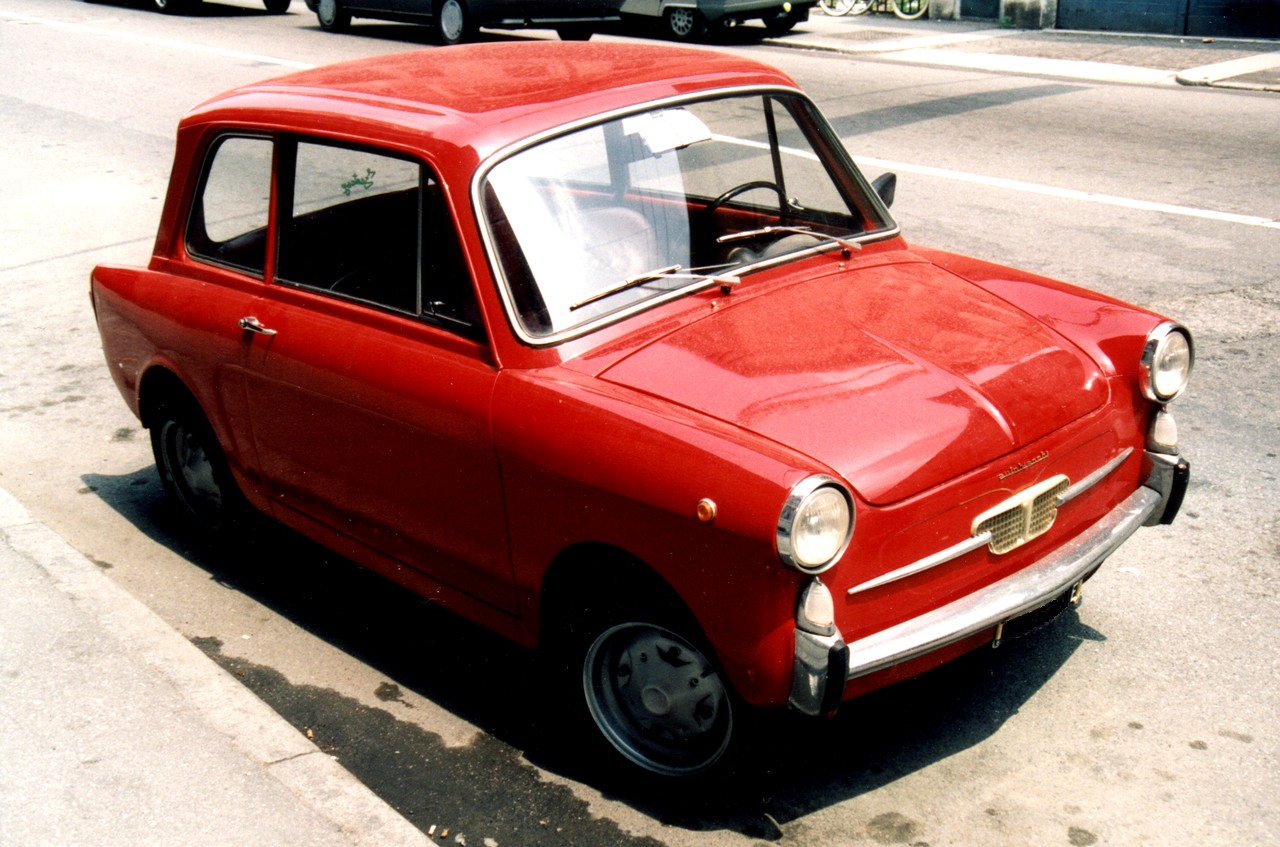
Autobianchi Bianchina

Firmu založil Edoardo Bianchi v roce 1885 původně na výrobu jízdních kol. V roce 1887 začal vyrábět motocykly a o rok později sestrojil první automobil. Produkce spočívala spíše na usedlých rodinných automobilech typů sedan a tudor. Během 2. světové války firma přesedlala na výrobu vojenských náklaďáků. Továrna byla nakonec zlikvidována v roce 1943 při spojeneckém bombardování. V roce 1946 zemřel zakladatel společnosti, v té době ale běžela obnovená výroba nákladních automobilů. V roce 1955 továrnu převzal koncern FIAT a společnost Pirelli a výroba byla uzpůsobena k produkci osobních automobilů. První osobní automobil sjel z pásu v roce 1957. Díly pocházely z Fiatu 500, ale vozidlo mělo zcela jinou karoserii. v roce 1960 byla představena otevřená verze Fiatu 500 a vůz s karoserií kombi, který nesl název Panoramica. Od Fiatu 600 byl odvozen dvoumístný sportovní vůz Stellina. Karoserie tohoto modelu byla vyrobena z polyesteru vyztuženého skelnými vlákny. V roce 1964 se na turínském autosalonu představil typ Primula, který vyvolal senzaci. Šlo totiž o první Fiat s karoserií hatchback. V roce 1968 odkoupil Fiat zbývající podíl společnosti Pirelli. O rok později se představilo zřejmě neslavnější Autobianchi, typ A112 na jehož výrobě se podílela Lancia. Základ A112 sloužil jako základ pro různé kreace od studií Pininfarina a Bertone, které se objevovaly na autosalonech. V roce 1975 přešla automobilka pod kontrolu Lancie. Od roku 1985 začala výroba typu Y10, který se prodával i pod její značkou.

## Modely
- Autobianchi Bianchina
- Autobianchi Panoramica
- Autobianchi Stellina
- Autobianchi Primula
- Autobianchi A112 (Lancia A112)
- Autobianchi Y10 (Lancia Y10)

## Zajímavost
Autobianchi Bianchina Berlina 110FB vlastnil i filmový účetní Fantozzi (série italských komedií Zrození pana účetního (1975), Nesnáze pana účetního (1976), Maléry pana účetního (1980), Maléry pana účetního 2 (1981).

## Fotogalerie
Různé modely Autobianchi (první tři fotografie v zahradách Trojského zámku na oslavách 120 let FIAT).

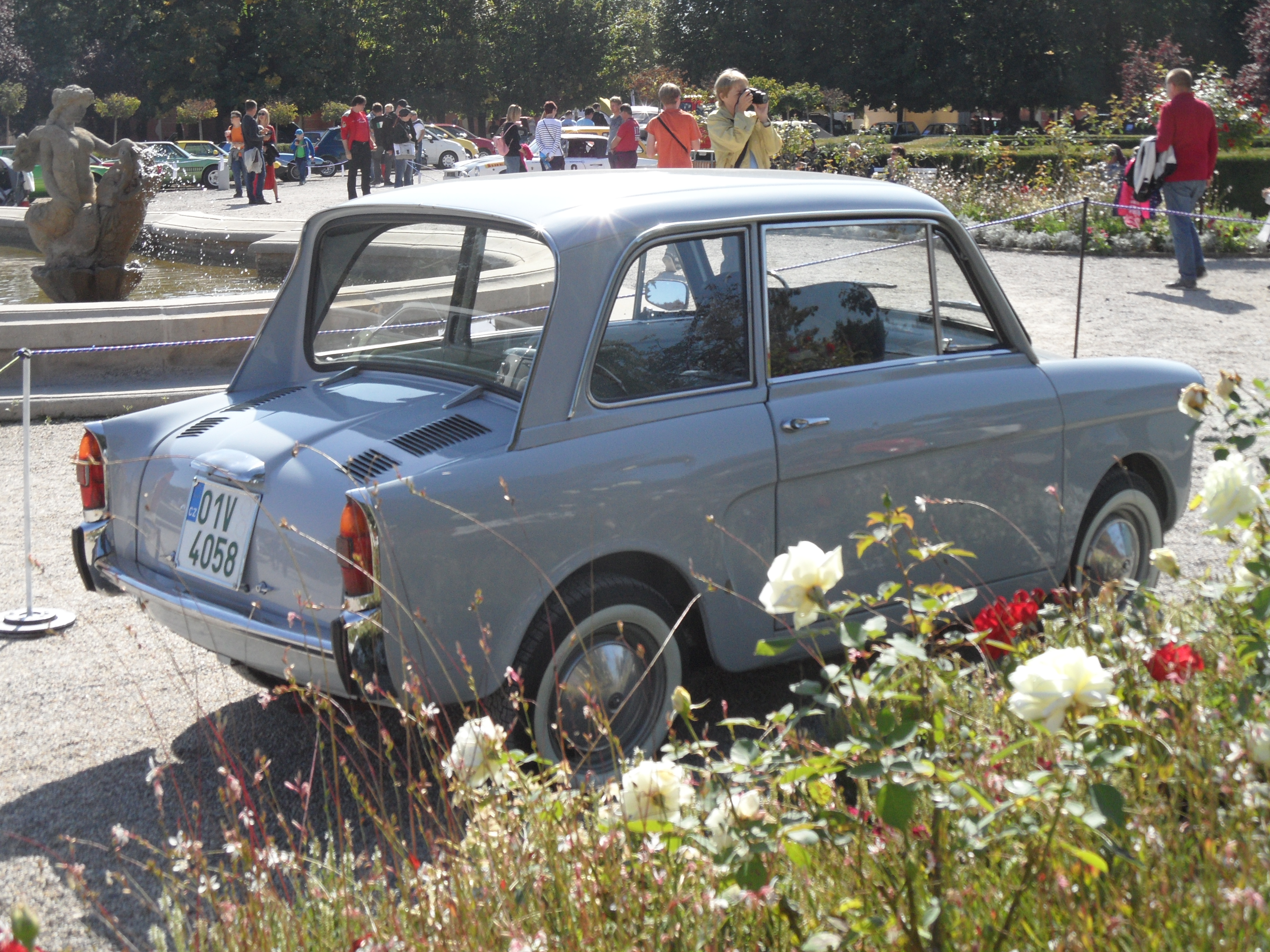
Autobianchi Bianchina Berlina 110FB, model 1966
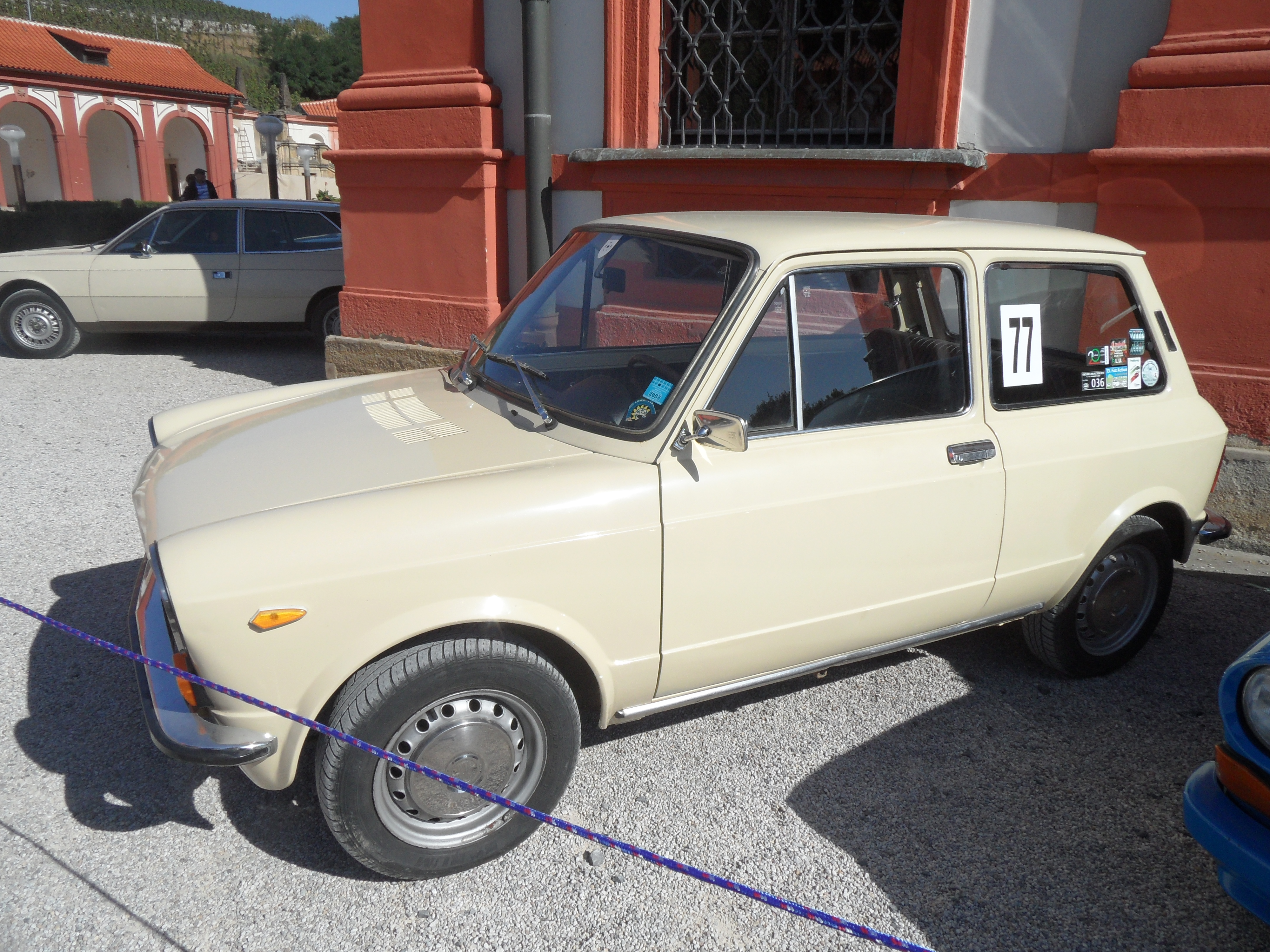
Autobianchi A112, model 1971
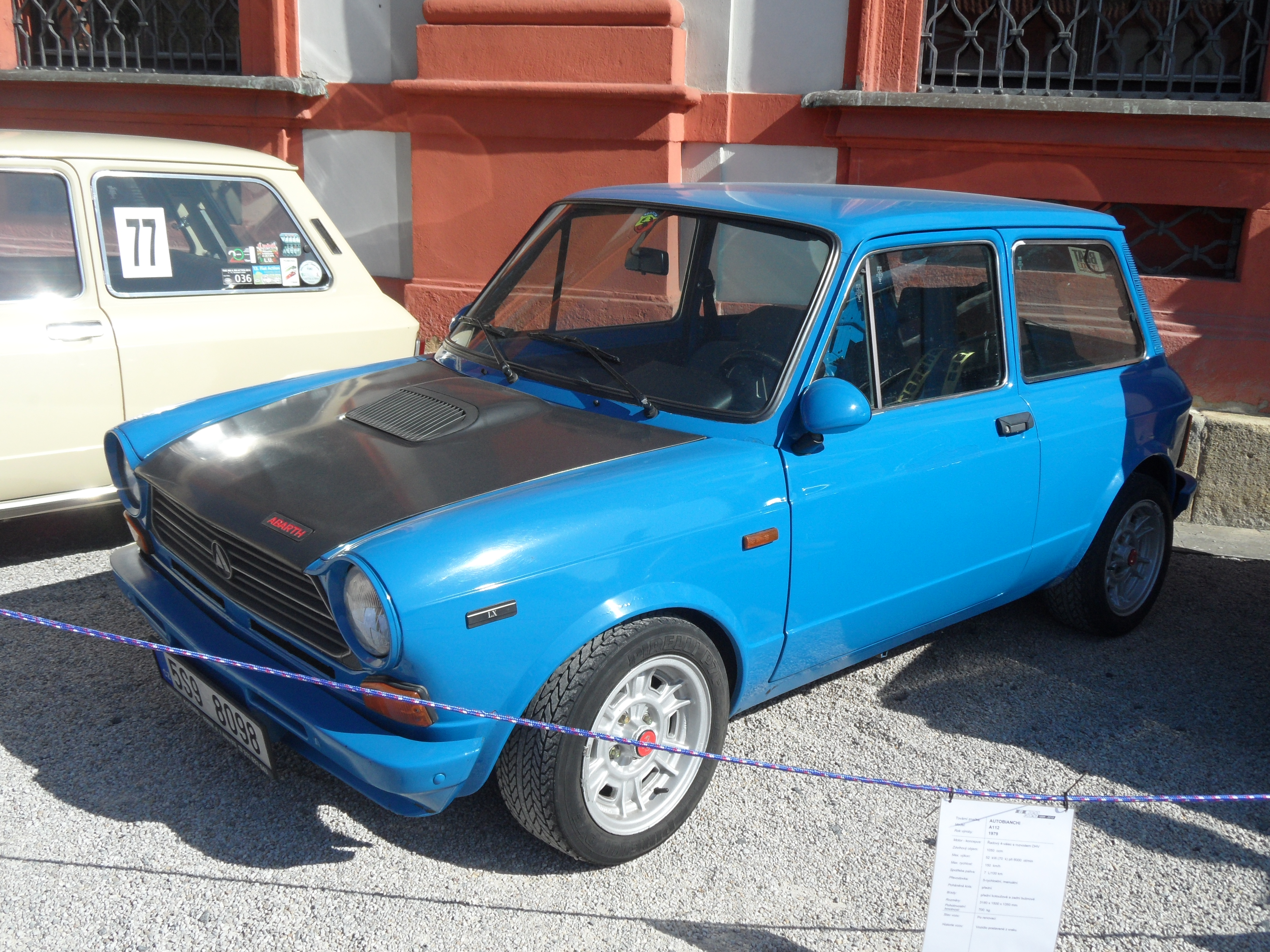
Autobianchi A112, model 1979
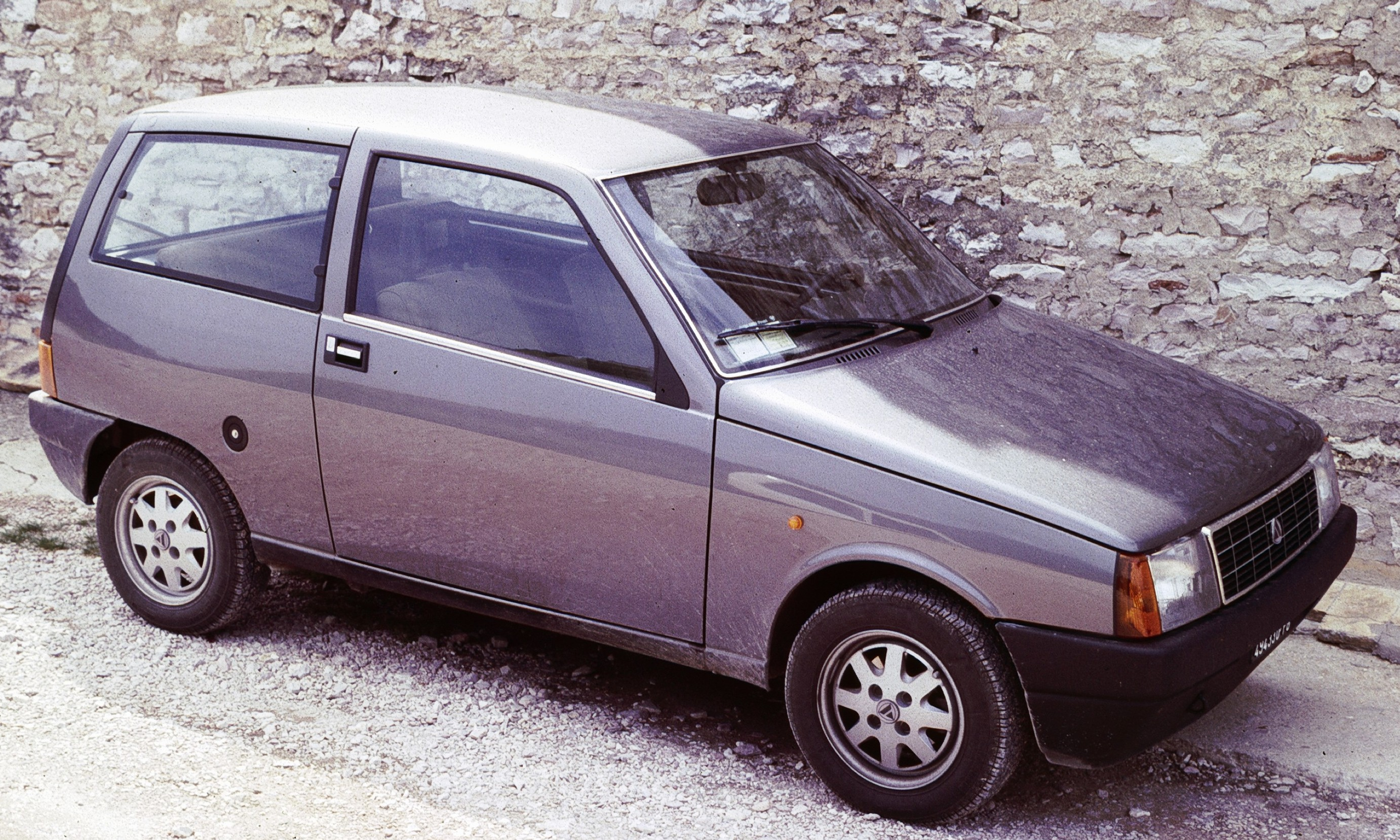
Autobianchi Y10